# Kita (krets)
Kita Cercle är en krets i Mali.   Den ligger i regionen Kayes, i den sydvästra delen av landet, 170 km väster om huvudstaden Bamako. Antalet invånare är 434 379. Arean är 35 250 kvadratkilometer.
Terrängen i Kita Cercle är kuperad åt sydväst, men åt nordost är den platt.